# Eddy Wally
Eddy Wally, artiestennaam van Eduard René Van De Walle (Zelzate, 12 juli 1932 – aldaar, 6 februari 2016), was een Belgische zanger die bekend stond voor zijn hits als Chérie (1966), Dans met mij die laatste tango! (1969), Ik spring uit een vliegmachien (1987) en Dans mi amor (2003).

## Levensloop

### Jeugd en opleiding
Eddy's vader Henri, woonachtig in volkswijk De Katte in Zelzate, werkte als arbeider in een teerfabriek van Zelzate. In zijn vrije tijd trad hij in de streek regelmatig en met succes op als een begenadigd accordeonspeler. Hij leerde zoon 'Wardje' al vroeg accordeon, gitaar en mondharp spelen.  Toen Henri op 49-jarige leeftijd overleed, moest de 14-jarige Eddy zelf de kost gaan verdienen als textielarbeider in een weverij in Sleidinge, Calcutta nv. Naar het voorbeeld van zijn vader ging Eddy na zijn werkuren optreden in cafés als zanger en gitaarspeler. Tijdens een 'crochet' (een talentenjacht) leerde hij Mariëtte Roegiers kennen, met wie hij in 1956 in het huwelijk trad. In 1957 kregen ze hun enige dochter, Marina Wally. Zij werd later zelf ook actief als zangeres. Na het huwelijk zei Eddy de fabriek vaarwel en trok samen met zijn schoonmoeder de markten op. Ze verkochten lederwaren op verschillende grote markten in Vlaanderen. In 1960, na de dood van zijn schoonmoeder, nam hij de zaak van zijn schoonouders over, een café en winkeltje in de Achterstraat te Ertvelde. Mariëtte en Eddy bleven - immer onzeker over zijn inkomsten als artiest - zelfs na zijn successen nog lang de markten doen. 

### Muzikale carrière
In 1966 leerde Eddy Wally de Nederlandse producer Johnny Hoes kennen. Onder diens leiding nam Eddy zijn eerste nummer Chérie (1966) op, dat een grote hit werd. Wally haalde er de eerste plaats mee in de Vlaamse hitparade en een gouden plaat (goed voor 50.000 verkochte exemplaren). Het nummer stond op nummer 1 in de Vlaamse hitparade, en klom tot nummer 14 in de Nederlandse hitlijst, wat een behoorlijk unieke prestatie was in die tijd voor een Belgische artiest. Tot op de dag van vandaag is dit zijn bekendste nummer.
In 1967 verwezenlijkte Eddy een van zijn grote dromen: hij liet achter het café in de Achterstraat te Ertvelde het feestpaleis 'Paris-Las Vegas' bouwen. Vele artiesten kregen van Wally kansen en begonnen hun carrière in deze Vlaamse showtempel zoals André Hazes, Luc Appermont, Jo Leemans en Zwarte Lola. Het eerste optreden van Eddy op de Nederlandse televisie in 1970 was toen hij de show van Zwarte Lola introduceerde met het lied Ik ben stapeldol op Lola. Zwarte Lola.
Het succes van Cherie leidde een lange carrière in, waarbij Eddy Wally meer dan 500 nummers opnam. Hij is via zijn regelmatige verschijningen in het programma Eurotrash (Eurorommel) ook bekend in het Verenigd Koninkrijk. Hij trad ook verschillende keren op in China (waarvoor hij Chérie in het Chinees vertaalde naar Baobei), Duitsland, Australië, Zuid-Afrika en Rusland. In de jaren zeventig trad hij verschillende keren op in hotels in Las Vegas en in Canada. Bij thuiskomst uit de Verenigde Staten merkte hij op: "ze liken Eddy Wally in America, de Belgian peoples en de Amerikaanse peoples liken me". Vanwege zijn zelfverklaarde "succes" in het buitenland noemt Wally zich al jaren The Voice of Europe ('De Stem van Europa'), in navolging van Frank Sinatra, met wie hij zichzelf graag vergelijkt. De oudste zoon van Johnny Hoes, Adri-Jan Hoes, zorgde in 2005 voor een comeback met de hit Shanghai.
Medio jaren 70 tot de jaren 80 presenteerde Wally op Radio 2 Oost-Vlaanderen het programma Onvergetelijk.
Wally kreeg juni 2006 in Ertvelde een standbeeld ter ere van zijn oeuvre. Het heeft als opschrift "Ode aan Eddy Wally - The voice of Europe" en laat de titel van zijn grootste hit Chérie zien. Daarnaast is in het geheel een marktkramerstas opgenomen, een verwijzing naar Wally's afkomst. Dit kunstwerk is gemaakt door Adi Verbeke.

### Einde carrière
Wally werd op 6 maart 2011 in het ziekenhuis opgenomen met een hersenbloeding. Hij raakte door de hersenbloeding licht verlamd. De volgende dag werd hij overgebracht naar het AZ Sint-Lucas in Gent. De dag daarna, op 8 maart, werd Wally van daaruit overbracht naar het UZ in Jette. Volgens zijn echtgenote was Wally aan de linkerkant verlamd en was de kans klein dat hij nog terug zou keren als zanger. In juli 2011 verhuisde hij van het ziekenhuis naar een rusthuis in Zelzate.
Op 6 oktober 2012 overleed zijn echtgenote Mariëtte Roegiers op 80-jarige leeftijd.
Op 14 en 15 december 2012 maakte Eddy Wally een comeback tijdens de Nacht van de Schlagers in Kortrijk, die zijn definitieve afscheid van het podium betekende.
Op 6 februari 2016 overleed Eddy Wally in het rusthuis van Zelzate ten gevolge van een nieuwe hersenbloeding. Op 13 februari vond de uitvaartplechtigheid van Wally plaats in de Sint-Laurentiuskerk in Zelzate.

## Media

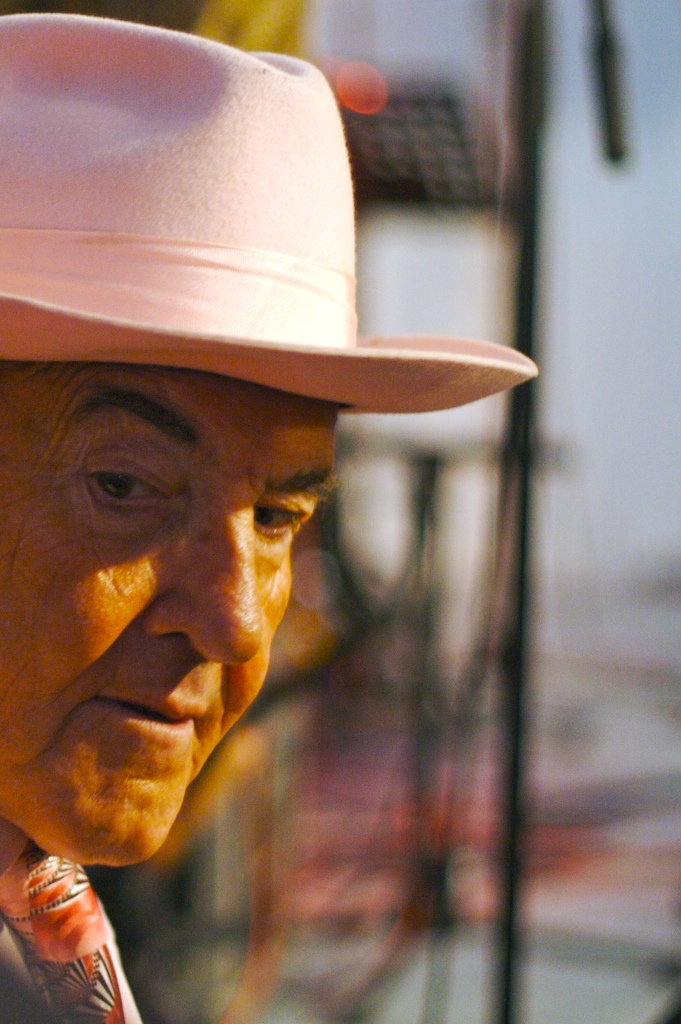

Eddy Wally had zijn bekendheid niet zozeer aan zijn muzikale talenten te danken, dan wel aan zijn excentrieke gedrag en uitspraken. Wally kleedde zich graag in glitterkostuums zoals Liberace en gedroeg zich als een naïeve, onverstoorbare optimist. Zijn typische stopwoorden ("gewéldig", "wauw", "onvoorstelbaar", "oh my god") en zijn vreemde manier van praten werden door komieken vaak geïmiteerd. Vanwege zijn faam en komische imago was hij vaak te gast in verschillende amusementsprogramma's. Zo had hij een gastrol in FC De Kampioenen in de aflevering Chérie, in Samson en Gert in aflevering 163 (1992) en in een aflevering van Wie ben ik?, waar hij in de betreffende uitzending een ploeg vormde met Daisy Van Cauwenbergh en Urbanus. 
Een vraag die velen zich stelden, is of Eddy Wally een typetje was of niet. Jan Van Rompaey heeft Eddy Wally in het verleden meermaals geïnterviewd voor diverse programma's, waaronder Echo. Volgens hem had Eddy een beperkte woordenschat en speelde hij geen typetje, hoewel hij er mogelijk wel een schepje bovenop deed. Kamagurka had ongeveer eenzelfde mening hierover, maar insinueerde dat Eddy Wally zich ook excentriek gedroeg "omdat men dat verwachtte van een beroemdheid". Uit de diverse samenwerkingen tussen Kamagurka en Eddy Wally concludeerde Kamagurka dat Wally een soort dyslexie had: hij schreef veel zaken fonetisch op en had het enorm moeilijk met het onthouden van de tekst van eenvoudige scenario's.
Zijn bekendste televisieoptreden was zijn rol als Kapitein Wally in Kamagurka en Herr Seeles comedyreeks Lava (1989). In de rubriek Wally in space (een parodie op Star Trek) speelde Wally de rol van ruimtekapitein. Een running gag in Wally in space was dat Kapitein Wally telkens begon te zingen wanneer de bemanning bedreigd werd, want "als de kapitein zingt wijkt het gevaar." Later presenteerde Wally ook samen met Kamagurka en Herr Seele het radioprogramma Studio Kafka op Studio Brussel.
Wally presenteerde vanaf de tweede helft van de jaren 70 tot de jaren 80 zijn eigen radioshow Onvergetelijk bij Omroep Oost-Vlaanderen. In de jaren 2000 had hij ook een wekelijks rubriekje in het programma van Erwin Deckers en Sven Ornelis op radiozender Q-music.
In 2014 werd hij door Eric Goens geïnterviewd voor de documentairereeks Kroost.

## Discografie

### Albums
| Album met hitnotering(en) in de Vlaamse Ultratop 200 albums | Datum van verschijnen | Datum van binnenkomst | Hoogste positie | Aantal weken | Opmerkingen |
| ----------------------------------------------------------- | --------------------- | --------------------- | --------------- | ------------ | ----------- |
| Mijn allergrootste successen                                | 1995                  | 15-04-1995            | 44              | 4            |             |
| 50 jaar hits                                                | 2002                  | 14-12-2002            | 31              | 5            |             |
| Eddy 80 - Het allerbeste van Eddy Wally                     | 2012                  | 14-07-2012            | 6               | 33*          |             |

### Singles
| Single met hitnotering(en) in de Vlaamse Ultratop 50 | Datum van verschijnen | Datum van binnenkomst | Hoogste positie | Aantal weken | Opmerkingen |
| ---------------------------------------------------- | --------------------- | --------------------- | --------------- | ------------ | ----------- |
| Chérie                                               | 1966                  | 03-09-1966            | 1(3wk)          | 19           | Goud        |
| Rode rozen                                           | 1967                  | 11-03-1967            | 17              | 8            |             |
| Rood is je mond                                      | 1967                  | 09-09-1967            | 10              | 9            |             |
| Dans met mij de laatste tango!                       | 1969                  | 06-12-1969            | 16              | 1            |             |
| Chérie (Is In Da House)                              | 1995                  | 15-04-1995            | 3               | 19           |             |
| Als housekramer ben ik geboren                       | 1995                  | 02-09-1995            | 4               | 9            |             |
| Ik spring uit 'n vliegmachien                        | 1996                  | 03-02-1996            | 26              | 6            |             |
| Dans mi amor                                         | 2003                  | 29-03-2003            | 42              | 4            |             |

## In de populaire cultuur
- In de vroege nummers van de De avonturen van Urbanus door Willy Linthout en Urbanus kwam hij vaak voor als personage. Hij werd dan voorgesteld als een klein mannetje met een grote hoge hoed en veel kapsones zoals in het album Radio Salami.
- Urbanus vermeldt hem in het lied Gladde Iolen (als "Eddy de Wallyvis")
- Wally heeft een cameo in het Suske en Wiske-album De Krimson-crisis (1988), waar hij samen met andere Bekende Vlamingen vecht tegen Krimson. Aan het einde van het album smijt Jerom hem een schoen tegen het gezicht omdat hij niet wil zwijgen. Wally besluit met blauw oog: "En mijn sympathieke helper was Ssssjerom." Dit is een verwijzing naar Wally's lied Chérie.
- Eddy had een gastrol in Samson en Gert in de aflevering Eddy Wally.
- Een foto van Wally is tot twee keer toe (in strook 26 en 48) op de achtergrond van een belangrijk Amerikaans muziekbedrijf te zien in het Nero-album Doe de Petoe (1994).
- In 2003 won hij in het Nederlandse televisieprogramma Kopspijkers de Gouden Ezel voor een fragment waarin hij beweerde live te zingen, maar wel heel duidelijk te zien leek dat het niet live was. Bij de uitreiking stond de presentator naast Wally en vroeg hem live te zingen. Hij was verbaasd hoe goed Eddy Wally live zong terwijl het niet live leek.[15]
- Planetoïde (9205) Eddywally, ontdekt in 1994 door Eric Walter Elst als 1994 PO9, werd naar hem genoemd.
- Eddy had een gastrol in F.C. De Kampioenen, afl. Chérie.
- In 2008 werd in Zelzate, de geboorteplaats en toenmalige woonplaats van de zanger, een Eddy Wally-museum geopend.
- In Ertvelde had hij zijn eigen feestzaal: Paris-Las Vegas. In België kreeg deze feestzaal ook wel de naam "Eddy Wallybi" mee, verwijzend naar het toen populaire pretpark Walibi Waver. De zaal werd in 2004 gesloopt om plaats te maken voor luxe-appartementen.[16]
- Eddy werd op de Gentse Feesten van 2013 gehuldigd als eerste ereburger van het evenement. Het was hier dat hij twee jaar eerder met uitdrogingsverschijnselen zijn show moest stopzetten.
- Een kort YouTubefilmpje uit 2007 waarin hij "Wauw!" zegt en knipoogt is sinds 2014 een internetmeme geworden.[17]
- Het voorlezen uit en de spot drijven met diverse biografieën van Eddy Wally was een regelmatig terugkerend onderwerp in de podcast Mosselen om half twee van komiek Xander De Rycke.

## Publicaties
Eind 2007 stelde Wally in het Gentse stadhuis het eerste boek voor dat aan hem is gewijd: Eddy Wally. The voice of Europe. Het boekwerk, van de hand van Katleen Haentjens en Ivan Saerens schetst de carrière van de zanger. Het bevat een 500-tal foto's van fotograaf Patrick Dekeyser en put uit het privé-archief van Wally.
Huidig (anno 2022):
Luc Appermont · Cara Cobbaert · Anja Daems · Sandra Deakin · Karolien Debecker · Kim Debrie · Peter De Groot · Lars De Groote · Guy De Pré · Chris Dusauchoit · Dirk Ghijs · Peter Hermans · Wouter Landuyt · Filip Ledaine · Daan Masset · Caren Meynen · Sven Pichal · Marc Pinte · Harald Scheerlinck · Siska Schoeters · Benjamien Schollaert · Showbizz Bart · Sharon Slegers · Jo Van Damme · Niels Vandeloo · Sonny Vanderheyden · Cathérine Vandoorne · Christel Van Dyck · Ruben Van Gucht · Iris Van Hoof · Vanessa Vanhove · Britt Van Marsenille · David Van Ooteghem · Peter Verhulst · Dirk Vlaeyen · Pascal Vranckx · Albrecht Wauters
Voormalig:
Luk Alloo · Johan Anthierens · Nand Baert · Erik Baeyens · Wim Bary · Jos Baudewijn · Flor Berckenbosch · Marcel Beerten · Wilfried Bertels · Marc Brillouet · Els Broeckmans · Fred Brouwers · Edwin Brys · Ro Burms · Walter Capiau · Annemie Coppieters · Harry Creemers · Karel Daerden · Christoff · Conny De Boos · Hein Decaluwé · Jessie De Caluwe · Jo met de Banjo · Gust De Coster · Martin De Jonghe · Paula De Meulder · Els De Vuyst · Frank Dingenen · Michel Follet · Jacky Geerts · Jos Ghysen · Margriet Hermans · Irene Houben · Michel Ilsen · Rita Jaenen · Chris Jonckers · Tante Kaat · Luk de Laat · Jo Leemans · Leki · Kathy Lindekens · Kris Luyten · Micha Marah · Betty Mellaerts · Kaat Mendonck · Freek Neirynck · Line Ooms · Sven Ornelis · Katrien Palmers · Gerard Pollet · Julien Put · Hugo Raspoet · Niko Reynaert · Luk Saffloer · Karel Segers · Lennart Segers · Lutgart Simoens · Rudi Sinia · Dirk Somers · Dré Steemans · Jan Theys · Gene Thomas · Wiet Van Broeckhoven · Marc Van den Hoof · Dieter Vandepitte · Karin Van den Berghe · Thomas Van der Spiegel · Kurt Van Eeghem · Wim Van Gansbeke · Els Van Herzeele · Ilse Van Hoecke · Bert Van Molle · Jan Van Rompaey · Paula Van Wilder · Louis Verbeeck · Karel Vereertbruggen · Herwig Verhovert · Luc Verschueren · Johan Verstreken · Tom Vossen · Eddy Wally · Niels William · Edwin Ysebaert · Zaki
- MusicBrainz: 107d1f88-8136-49de-b590-140499ae875d
- Nederlandse Thesaurus van Auteursnamen: 074293656
- Virtual International Authority File: 287809707
- WorldCat: E39PBJdrGdqbMHKJFC6R4fdRKd